# Trichosteleum trachypyxis
Trichosteleum trachypyxis är en bladmossart som beskrevs av Ferdinand François Gabriel Renauld och Jules Cardot 1892. Trichosteleum trachypyxis ingår i släktet Trichosteleum och familjen Sematophyllaceae. Inga underarter finns listade i Catalogue of Life.